# Травянистые сообщества

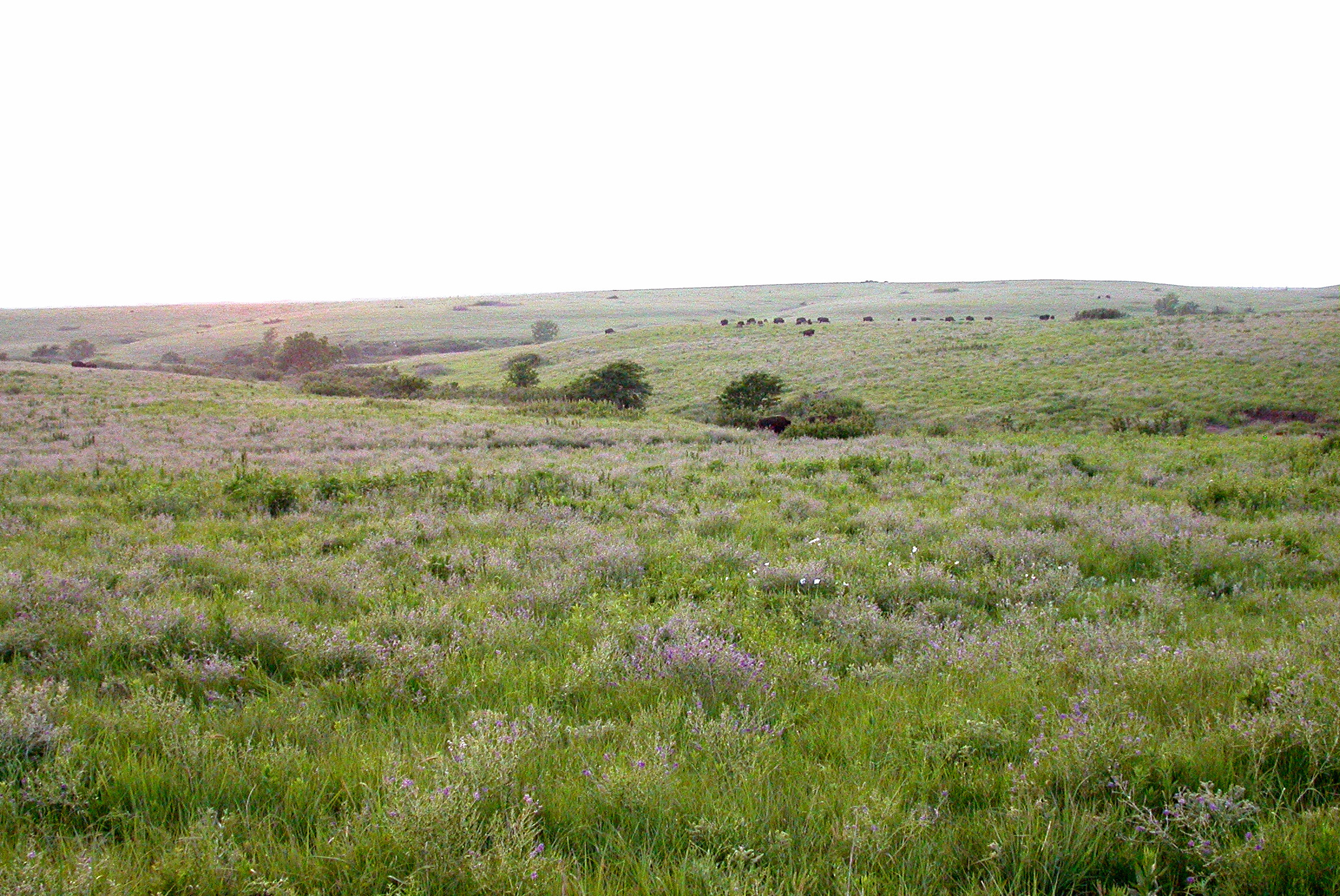
Высокотравные прерии в регионе Флинтских холмов на северо-востоке Канзаса, США

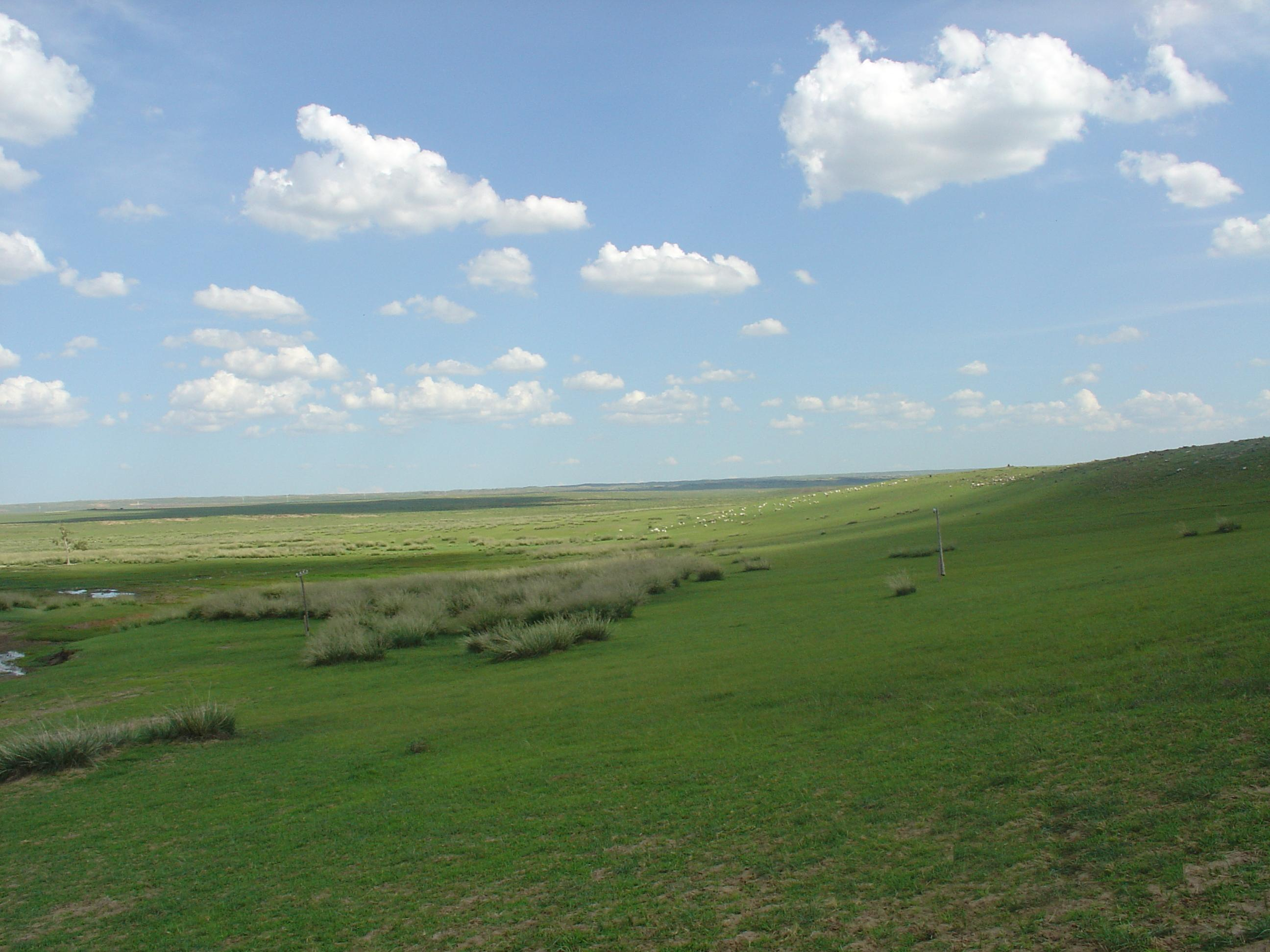
Травянистое сообщество во Внутренней Монголии, КНР

Травяни́стые соо́бщества, также Травяны́е соо́бщества — географические области, в которых в растительности преобладают злаки (Poaceae) и другие недревесные травянистые растения (разнотравье). Могут встречаться также осоковые, ситниковые и растения других семейств. Травянистые сообщества встречаются в природе на всех континентах, кроме Антарктиды. В умеренных широтах, например, в северо-западной Европе, на Великих Равнинах и в Калифорнии, преобладают естественные травянистые сообщества с многолетними травянистыми пучками, тогда как в более тёплом климате большую часть растительности составляют однолетние виды.
Травянистые сообщества можно встретить в любых экологических регионах Земли. Например, среди восьми экозон поверхности Земли есть пять экорегионов (подразделений), включающих биомы («экосистемы») с умеренными лугами, саваннами и кустарниками.

## Введение
По высоте растительность травянистых сообществ может варьироваться от довольно короткой, менее 30 см в высоту, как, например, на меловых почвах, до весьма высокой, как в северо-американских высокотравных прериях, южно-американских пампасах и африканских саваннах.
В некоторых травянистых сообществах может встречаться древесная растительность типа кустарников или невысоких деревьев, принимая участие в формировании саванн, кустарниковых пастбищ или полу-лесистых травянистых сообществ, таких, как африканские саванны или иберийская дехеза. Такие травянистые сообщества иногда называют древесными или лесистыми пастбищами.
Хотя все травянистые сообщества создают жизненные условия для проживания многих диких животных, но для хищников в них, как правило, отсутствуют хорошие укрытия. Поэтому в африканских саваннах, например, наблюдается гораздо большее разнообразие дикой природы, чем в умеренных травянистых сообществах.
Появление гор в западной части Соединённых Штатов во время эпох миоцена и плиоцена за период около 25 миллионов лет создало континентальный климат, благоприятный для эволюции травянистых сообществ. Существовавшие до этого лесные биомы пришли в упадок, а травянистые сообщества получили гораздо более широкое распространение. После ледниковых периодов плейстоцена травянистые сообщества распространились и на более тёплый, сухой климат, и стали доминировать по всему миру.
Как и все цветковые растения, травы произрастают в больших количествах при таком климате, когда годовое количество осадков колеблется от 500 до 900 мм. Корневая система многолетних трав и разнотравья образуют сложные коврики, которые удерживают почву на месте. Клещи, личинки насекомых, нематоды и дождевые черви обитают глубоко в почве, до 6 метров под землёй в нетронутых травянистых сообществах на богатейших почвах мира. Эти беспозвоночные, а также симбиотические грибы, расширяют корневую систему, размягчают твёрдую почву, обогащая её мочевиной и другими натуральными удобрениями, улавливая полезные ископаемые и воду, и стимулируя рост растений. Некоторые виды грибов делают растения более устойчивыми к насекомым и атакам микробов.

## Климат
Природные травянистые сообщества возникают, в основном, в регионах, которые получают от 250 до 900 мм осадков в год, что находится между пустынями, получающими менее 250 мм, и влажными тропическими лесами, которые получают более 2000 мм. Антропогенные травянистые сообщества часто встречаются в зонах со значительно бо́льшим количеством осадков, достигающим 2000 мм. Природные травянистые сообщества могут существовать в регионах с большим количеством осадков, если при этом другие факторы препятствуют росту лесов; например, на серпентинитных почвах, где почвенные минералы подавляют рост большинства растений.
Среднесуточная температура колеблется от −20 до 30 °C. Умеренные травянистые сообщества существуют в климате с тёплым летом и холодной зимой с дождями и умеренным количеством снега.

## Биоразнообразие и сохранение травянистых сообществ
Травянистые сообщества, доминирующие в виде диких растительных сообществ («немелиорированные травянистые сообщества»), можно назвать природными или полуприродными средами обитания. Большинство травянистых сообществ в условиях умеренного климата являются полуприродными. Хотя их растительные сообщества являются естественными, их поддержание зависит от антропогенной деятельности, такой, как низкоинтенсивное земледелие, которое поддерживает эти травянистые сообщества благодаря выпасу скота и режиму скашивания. Эти травянистые сообщества содержат многие виды диких растений: травы, осоки, камыши и другие травянистые растения. Более четверти растений травянистых сообществ американских прерий и низменных природных лугов Великобритании в настоящее время относятся к редким, и в равной степени существует угроза для связанной с ними дикой флоры. Природное разнообразие растений «немелиорированных травянистых сообществ», как правило, ассоциируется с богатой фауной беспозвоночных животных. Есть также много видов птиц, которые являются «специалистами» по травянистым сообществам, например, бекасы и дрофы. Обрабатываемые улучшенные человеком травянистые сообщества, которые доминируют в современных интенсивных сельскохозяйственных ландшафтах, как правило, беднее дикими видами растений из-за того, что природное разнообразие растений было уничтожено в результате возделывания земли человеком, и вместо диких растительных сообществ внедрены монокультуры культивированных сортов трав и клеверов, такие, как райграс и белый клевер. Во многих частях мира «немелиорированные травянистые сообщества» являются одними из наиболее угрожаемых местообитаний, они являются целью приобретения для групп по сохранению дикой природы, или предназначены для специальных грантов землевладельцам, по которым рекомендуется управлять ими соответствующим образом.

## Влияние человека и хозяйственное значение

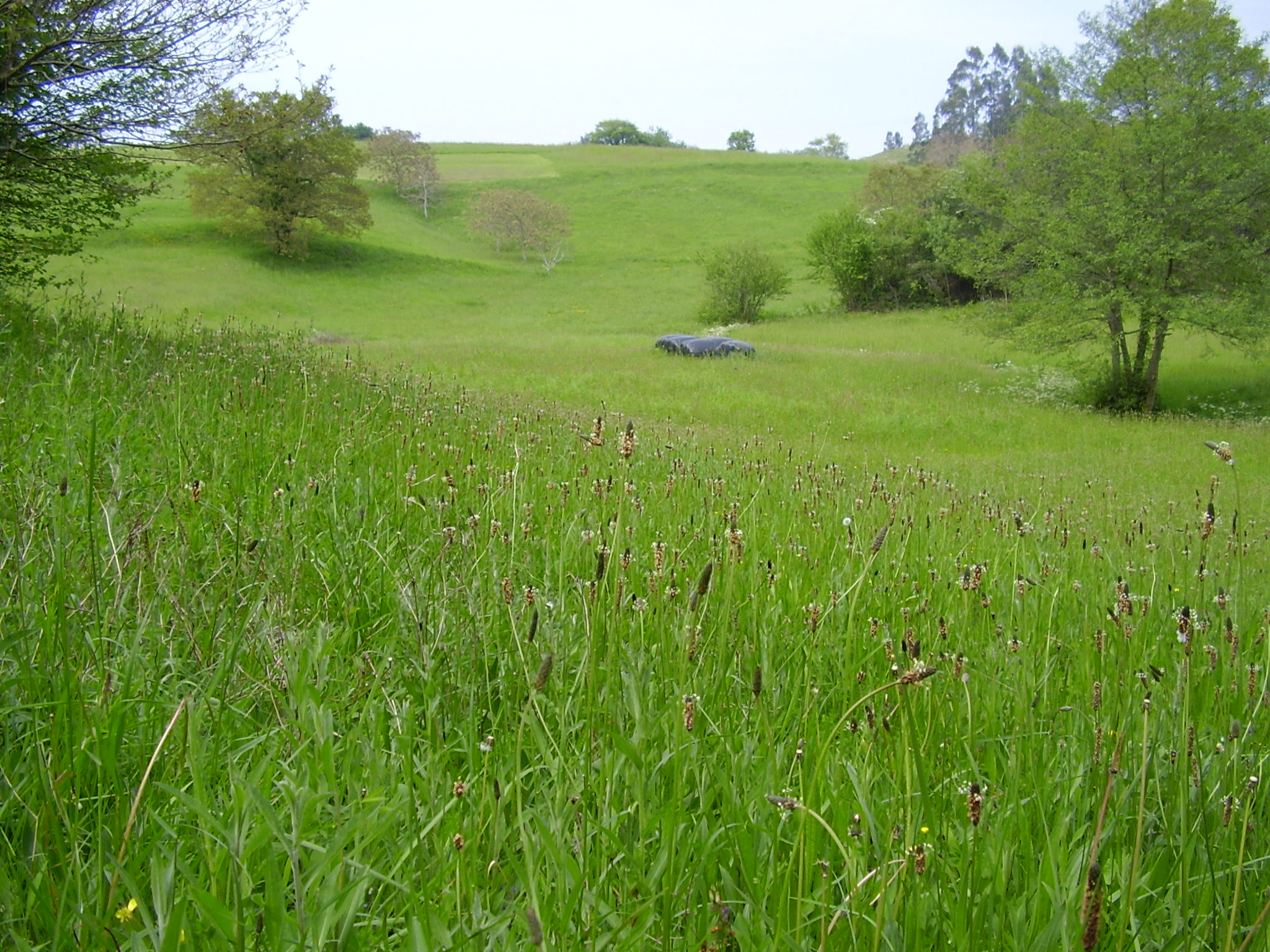
Травянистое сообщество в Кантабрии, северная Испания

Травянистые сообщества имеют жизненно важное значение для человека, обеспечивая кормами домашних животных, от которых человек получает молоко, молочные продукты, мясо и другие продукты питания.
Растительность травянистых сообществ остаётся доминирующей во многих регионах, обеспечивая людей средствами к существованию, несмотря на использование их в качестве пастбищ, несмотря на вырубки кустарников, природные и рукотворные пожары, несмотря на все препятствия для выживания и распространения древесных и кустарниковых проростов. Некоторые крупнейшие пространства травянистых сообществ находятся в африканской саванне, и они поддерживают существование диких травоядных животных, а также кочевых скотоводов и их овец, коз и других домашних животных.
Травянистые сообщества могут образоваться естественным путём или в результате человеческой деятельности. Травянистые сообщества, возникшие и поддерживаемые человеком, называются антропогенными травянистыми сообществами. Кочевые народы во всём мире часто устраивают пожары для поддержания и расширения травянистых сообществ и уничтожения сухих пожароопасных деревьев и кустарников. Высокотравные прерии американского Среднего Запада, возможно, были расширены на восток, в штаты Иллинойс, Индиана, Огайо, в результате деятельности человека. Многие травянистые сообщества на северо-западе Европы разработаны после периода неолита, когда люди постепенно уничтожили леса с целью создания регионов для содержания скота.

## Типы травянистых сообществ (биомы)

### Тропические и субтропические травянистые сообщества
Эти травянистые сообщества классифицируются на тропические и субтропические саванны и кустарниковые заросли, представляющие собой биомы с преобладанием тропических и субтропических кустарников. Из известных тропических и субтропических травянистых сообществ можно назвать льяносы северной части Южной Америки.

### Травянистые сообщества умеренного пояса
В средних широтах травянистые сообщества включают прерии и прибрежные калифорнийские луга Северной Америки, пампасы Аргентины, Бразилии и Уругвая, известковые прибрежные меловые холмы и степи Европы. Они классифицируются на саванны и кустарниковые заросли умеренного пояса, представляющие собой биомы с преобладанием кустарников умеренной зоны. Травянистые сообщества умеренного пояса являются местом обитания многих крупных травоядных животных, таких как бизоны, газели, зебры, носороги и дикие лошади. Многие хищники, такие как львы, волки, гепарды и леопарды, также встречаются в травянистых сообществах умеренного пояса. Другие животные этого региона включают: оленей, луговых собачек, мышей, зайцев, скунсов, койотов, змей, лис, сов, барсуков, дроздов (как чёрных, так и дроздов Нового Света), кузнечиков, луговых трупиалов, воробьёв, перепелов, ястребов и гиен.

### Травянистые сообщества заливных зон
Травянистые сообщества, которые затопляются водой сезонно или круглый год, подобно Эверглейдс во Флориде, Пантаналу в Бразилии, Боливии и Парагвае или Эстерос дель Ибера в Аргентине, а также затопляемые саванны, классифицируются как биомы травянистых сообществ и саванн с затоплением. Встречаются в основном в тропиках и субтропиках.
Сюда же можно отнести заливные луга, которые намеренно затопляются в течение небольших промежутков времени.

### Горные травянистые сообщества
Высокогорные травянистые сообщества расположены на горных хребтах по всему миру, подобно парамо в Андах. Они являются частью горных травянистых и кустарниковых биомов, а также присутствуют в тундре.

### Травянистые сообщества тундры
Подобно горным травянистым сообществам, полярная арктическая тундра может зарастать травой, но высокая влажность почвы сужает разнообразие видов, только некоторые травы доминируют сегодня в тундре. Однако, во время ледниковых периодов плейстоцена полярные травянистые сообщества, известные как тундростепь, занимали большие участки полярных и приполярных областей Северного полушария. Их остатки входят сейчас в биом тундры.

## Фауна
Травянистые сообщества во всех своих формах поддерживают существование огромного количества млекопитающих, рептилий, птиц и насекомых. Типичные крупные млекопитающие включают голубых гну, американских бизонов, гигантских муравьедов и лошадь Пржевальского.
Имеются свидетельства того, что поведение животных и их передвижение оказывают сильное влияние на травянистые сообщества. В качестве примеров можно привести миграцию стад антилоп, вытаптывающих растительность, и африканских слонов, поедающих ростки акации до того, как растение получает шанс вырасти во взрослое дерево.